# ماساهیرو اوتا
ماساهیرو اوتا (انگلیسی: Masahiro Ota؛ زادهٔ ۲۸ آوریل ۱۹۷۰) بازیکن فوتبال اهل ژاپن است.
از باشگاه‌هایی که در آن بازی کرده‌است می‌توان به باشگاه فوتبال اوراوا رد دیاموندز و باشگاه فوتبال جف یونایتد ایچیهارا چیبا اشاره کرد.